# Louis Cartier

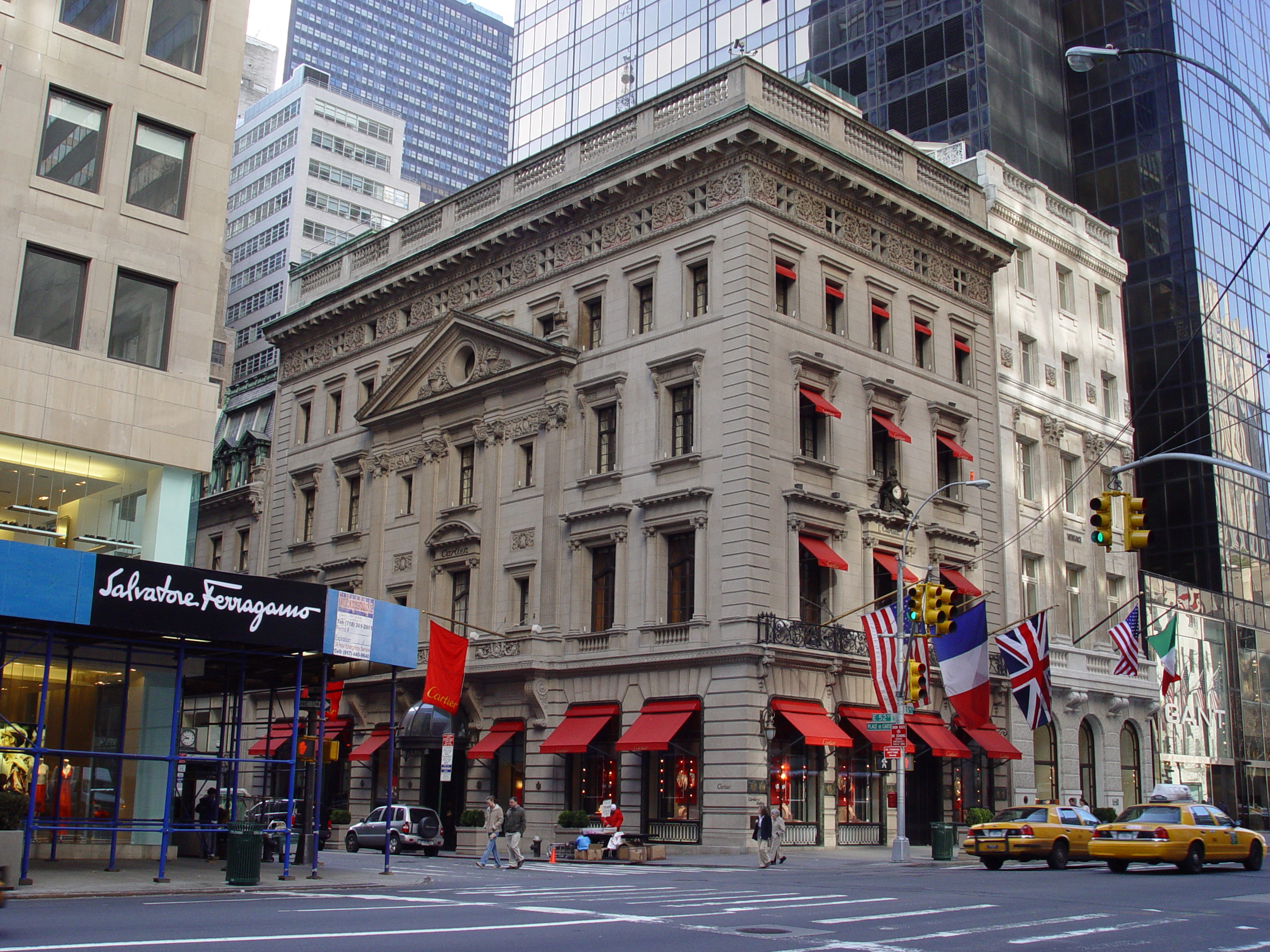
O estabelecimento de Cartier em Nova Iorque

Louis-François Cartier (Paris, 1875 — Paris, 23 de julho de 1942) foi um joalheiro e relojoeiro que iniciou a Maison Cartier em 1847, quando herdou de seu mestre Adolphe Picard o ateliê de jóias de rua Montergueilem Paris, e patenteia sua própria marca, o famoso coração entre suas iniciais L e C num losango, em Paris.
Em 1904 Louis Cartier cria o primeiro relógio de pulso masculino, a pedido de seu amigo, o aviador brasileiro Santos Dumont. Porém, só em 1911 esse relógio começa a ser comercializado e hoje, mais de 90 anos depois, a coleção de relógios Santos Dumont conserva todos os seus parafusos.